# 人工血
人工血（artificial blood）亦作人造血，又稱血液替代品（blood substitute）或血液代用品（blood surrogate），是具有载氧能力、可暂时替代血液部分功能的一类液体制剂。人造血不含血液成分，例如紅血球、白血球、血小板或血漿，但能帶走二氧化碳並帶來氧氣，直到骨髓能生產足夠的紅血球為止。主要用于外伤、医疗手术等所致大出血的治疗；近年来开始用于遗体器官的保存、一氧化碳中毒的治疗，以及体外循环预充液和心肌保护的研究。
人工血主要有血紅蛋白氧載體（HBOC）和全氟化碳基氧載體（PFBOC）兩大類別。
除了利用身體外的物品來造血，亦有研究利用病人本身的其他體細胞來造血。過往有把細胞還原成為iPS細胞的研究，但會增加病人患癌風險。香港蘋果日報引述法新社及英國《自然》周刊新聞，在加拿大麥馬士達大學的研究員邁克·巴蒂亞（Mick Bhatia）發現只要在皮膚纖維組織的母細胞加入OCT4基因，然後放入模擬細胞激素的蛋白質混合物中培育，就可以令細胞有造血功能。但預期有關研究要普及，仍然需時約5至10年。

## 外部連結
- Artificial blood 在博闻网上
- Artificial Blood Overview and Current Research
- Synthetic blood overview and history
- Blood substitutes （页面存档备份，存于） - A critical review of the current medical issues surrounding blood substitutes.
- Forum for blood management and avoidance （页面存档备份，存于）